# Ring: The Final Chapter
Ring: The Final Chapter (リング ～最終章～ Ring ~Saishūshō~) è un dorama Giapponese trasmesso nel 1999, e basata sulla serie di film Ring. La serie consta di dodici episodi, ed ha avuto un sequel intitolato Rasen di tredici episodi.

## Interpreti e personaggi
- Toshiro Yanagiba come Kazuyuki Asakawa
- Tomoya Nagase come Ryuji Takayama
- Hitomi Kuroki come Miyashita Rieko
- Kotomi Kyono come Yoshino Akiko
- Kei Yamamoto  Nagao Joutaro
- Akiko Yada - Mai Takano
- Yuta Fukugawa - Asakawa Yoichi
- Takayuki Kato come Kawamura Ken
- Tetsu Watanabe come Ufficiale Kashiwada
- Tae Kimura come Shizuko Yamamura / Sadako
- Shogo Uesugi - Dr. Ikuma Heihachiro
- Sumie Sasaki - Dr. Ikuma Fujin
- Aya Okamoto come Ooishi Tomoko
- Sawa Suzuki - Kumiko Yagi
- Mansaku Ikeuchi - Abe
- Kenzo Kawarazaki - Moriyama Shuhei
- Nao Matsuzaki - Matsuzaki Nao
- Yoshihiko Takamoku - direttore Yagi
- Toshihiko Yamamoto - padre di Tomoko
- Fumiyo Kohinata - il professor Kaneda

## Episodi
- 01: The Seal is Now Solved
- 02: Killed by a Videotape
- 03: Someone is Watching...
- 04: A Virus of Silence
- 05: The Dead Person who was Reborn
- 06: A New Person with Supernatural Power
- 07: Sadako will Appear Tonight
- 08: Someone Will Die when the Curse is Solved
- 09: Planned Memory
- 10: Sadako's Revival
- 11: Ryuji Takayama, Dies
- 12: The Curse was Not Lifted. The Thirteenth Day, a New Dead Person Destroys the World